# Juan Carlos Lorenzo
Juan Carlos Lorenzo (ur. 10 października 1922 w Buenos Aires, zm. 14 listopada 2001 tamże) – argentyński piłkarz i trener, grający podczas kariery na pozycji pomocnika.

## Kariera piłkarska
Juan Carlos Lorenzo rozpoczął karierę w klubie Chacarita Juniors w 1940. W 1945 przeszedł do Boca Juniors. W 1947 zdecydował się na wyjazd do Włoch do Sampdorii. W klubie z Genui występował przez 5 lat i rozegrał w tym czasie 77 meczów, w których strzelił 19 bramek. Następne dwa lata spędził we Francji w FC Nancy. W 1954 został zawodnikiem Atlético Madryt.
W Primera División zadebiutował 19 września 1954 w zremisowanym 2–2 meczu z CD Málaga. W 1957 przeszedł do drugoligowego Rayo Vallecano. Karierę zakończył w trzecioligowym RCD Mallorca.

## Kariera trenerska
Jeszcze przed zakończeniem kariery piłkarskiej Juan Carlos Lorenzo został trenerem. W latach 1958–1960 prowadził RCD Mallorca. Z klubem z Majorki awansował do drugiej lgi w 1959, a rok później po raz pierwszy w jego historii do Primera División. W 1961 powrócił do Argentyny, gdzie został trenerem San Lorenzo de Almagro. W 1962 Lorenzo został selekcjonerem reprezentacji Argentyny, którą poprowadził na Mistrzostwa Świata. Albicelestes na Mundialu w Chile pokonała 1–0 Bułgarię, przegrała z Anglią 1–3 oraz zremisowała 0–0 z Węgrami, co spowodowała odpadnięcie z turnieju. W latach 1962–1965 Lorenzo w rzymskich klubach S.S. Lazio i Romie.
Po powrocie do Argentyny po raz drugi trenował San Lorenzo. W 1966 Lorenzo po raz drugi został selekcjonerem reprezentacji Argentyny, którą poprowadził na Mistrzostwa Świata. Na Mundialu w Anglii Albicelestes wygrali 2–1 z Hiszpanią i 2–0 ze Szwajcarią oraz zremisowali 0–0 z RFN. Dzięki zajęciu 2. miejsca w grupie awansowali do ćwierćfinału, gdzie przegrali 0–1 z gospodarzami turnieju. W 1966 był trenerem River Plate, a 1967 ponownie prowadził RCD Mallorca. W latach 1968–1971 ponownie prowadził S.S. Lazio, a 1972 San Lorenzo. Z San Lorenzo wygrał obie edycje mistrzostw Argentyny w 1972: Metropolitano i Nacional.
Po tych sukcesach został trenerem Atlético Madryt. Z Atlético dotarł do finału Puchar Mistrzów 1974, gdzie hiszpański klub uległ Bayernowi Monachium. Po powrocie do ojczyzny został trenerem Uniónu Santa Fe, by wkrótce potem zostać trenerem Boca Juniors. Praca w Boca Juniors to najlepszy okres trenerskiej karierze Lorenzo. Z Boca wygrał obie edycje mistrzostw Argentyny w 1976: Metropolitano i Nacional. Na arenie międzynarodowej zdobył Copa Libertadores w 1977 i 1978 oraz Puchar Interkontynentalny w 1977.
Potem prowadził jeszcze m.in. Racing Club de Avellaneda, Argentinos Juniors Buenos Aires, Vélez Sarsfield, ponownie S.S. Lazio i San Lorenzo de Almagro. Z ławką trenerską pożegnał się w Boca Juniors w 1987.